# Antonio Caramazza
Antonio Nicolas Caramazza (Luik, 22 maart 1982) is een Belgisch voetballer. De aanvaller stond onder contract bij MVV Maastricht. Hij maakte zijn debuut als profvoetballer bij het Belgische Lommel United.